# L'uomo dei miei sogni (film 2003)
L'uomo dei miei sogni (Carolina) è un film commedia romantica del 2003, diretto da Marleen Gorris, con protagonisti Julia Stiles e Shirley MacLaine.
In Italia il film è uscito direttamente per il mercato home video.

## Trama
Carolina Mirabeau è una ragazza che non riesce a trovare un compagno stabile e che ha una famiglia molto originale, composta dalla nonna, dalle sorelle  Maine e Georgia, e da un padre ex-alcolista molto assente, che ha sempre lasciato le figlie con la nonna. Ha inoltre un vicino di casa che fa lo scrittore di romanzi rosa. La commedia ruota attorno alle peripezie della famiglia di Carolina, ma si concentra anche sulla sua vita sentimentale, divisa tra un ricco pubblicitario e l'amico scrittore.